# Ghiacciaio Gerasimou
Il Ghiacciaio Gerasimou (in lingua inglese: Gerasimou Glacier) è un ghiacciaio tributario antartico, caratterizzato da pareti ripide e lungo circa 9 km, che va a confluire nel Ghiacciaio Shackleton di fronte ai Gemini Nunataks, nei Monti della Regina Maud, in Antartide.
La denominazione è stata assegnata dalla Texas Tech Shackleton Glacier Expedition, la spedizione polare della Texas Tech University del 1964-65, in onore di Helen Gerasimou, specialista polare che faceva parte dell'Ufficio dei Programmi Antartici della National Science Foundation.